# لیدا بورلی
لیدا بورلی (انگلیسی: Lyda Borelli; ۲۲ مارس ۱۸۸۴ – ۲ ژوئن ۱۹۵۹) بازیگر سینما اهل ایتالیا بود.

## فیلم‌شناسی
- عشق ابدی
- حقیقت آشکار
- گل شرارت
- شیطان راسپودی
- عروسی مارس
- پروانه
- مادام گیوتین
- سیزدهمین مرد
- مالومبرا